# Dom piąty
Dom piąty – tomik poetycki Leszka Engelkinga.
Tomik, czwarty w dorobku poety, opublikowało w 1997 krakowskie wydawnictwo Miniatura. ISBN 83-7081-377-1. Książka zawiera osiemnaście utworów, w tym poemat Dom Pauliny i cykl wierszy Obrazki z podróży.
Tytuł ma budzić rozmaite skojarzenia (dom jest wieloznacznym symbolem), m.in. astrologiczne: dom piąty w astrologii to dom ważnych związków miłosnych, a także swobodnej twórczości i ekspresji własnej osobowości.
Utwory tomu łączy tematyka miłosna.

## Literatura
Janusz Drzewucki, Zapiski z podróży. “Rzeczpospolita” 1997, nr 191 (18 sierpnia)